# 시카마치정
시카마치정(일본어: 鹿町町)은 일본 나가사키현의 북부 기타마쓰우라반도 서쪽에 존재했던 기타마쓰우라군의 정이다.
2010년 3월 31일, 에무카에정과 함께 사세보시에 편입 합병되어 자치단체로서 소멸하였다.
여기서는 현재 사세보시의 한 지역인 시카마치(鹿町)에 대해서도 설명한다

## 지리
나가사키 현 본토 지역의 최북부, 기타마쓰우라 반도의 북서부를 정역으로 하고 사세보시 시가지에서 북서쪽으로 약 20km 떨어진 곳에 위치한다. 정역 남서부에서 북부로 걸쳐 바다에 접하고 있으며 앞바다에는 구주쿠섬으로 불리는 다수의 섬이 점재하는 장소가 있다. 북부는 반도로 돌진한 에무카에 만에 접하고 있다.

### 인접한 자치체
- 사세보시
- 히라도시
- 기타마쓰우라군 사자정·에무카에 정

## 역사
- 1889년 4월 1일 - 정촌제 시행에 의해 시시마치 촌이 성립하였다.
- 1947년 10월 1일 - 시시마치 촌이 정으로 승격해 시시마치 정이 되었다.
- 1958년 10월 1일 - 시카마치 정으로 개칭하였다.

## 산업
기타마쓰우라 반도에는 반도내의 각 지역에서 석탄을 산출되어 호쿠쇼 탄전으로서 번창했고 그 때문에 정내에도 여러 개의 탄광이 있었지만 1960년대에 모두 폐광했다. 현재는 어업과 농업이 중심이다.

## 교통

### 철도
- 마쓰우라 철도 니시큐슈 선